# فرودگاه گلاسلین
فرودگاه گلاسلین (به انگلیسی: Glaslyn Airport) یک فرودگاه همگانی است که یک باند فرود چمن دارد و طول باند آن ۷۹۲ متر است. این فرودگاه در کشور کانادا قرار دارد و در ارتفاع ۶۸۶ متری از سطح دریا واقع شده‌است.